# 18 janvier 1915
 (février 2024).
Le lundi 18 janvier 1915 est le 18e jour de l'année 1915.

## Naissances
- Syl Apps, joueur de hockey sur glace († 28 décembre 1998).
- Michel de Camaret, militaire, résistant, diplomate, et homme politique français († 24 juin 1987).
- Roger Bésus, écrivain français († 17 février 1994).
- Arnold Smith, diplomate canadien († 7 février 1994).

## Événements
- Victoire de l'armée allemande dirigée par Paul Emil von Lettow-Vorbeck sur les troupes britanniques à la bataille de Jassin (Tanzanie actuelle).
- « Vingt et une demandes ». Le Japon envoie des revendications économiques et politiques à la Chine en échange de la restitution du territoire de Jiaozhou. Le projet consiste à faire du continent une zone privilégiée d’influence et d’intervention japonaise.